# Grande Loge mixte de France
 (juillet 2014).
Si vous disposez d'ouvrages ou d'articles de référence ou si vous connaissez des sites web de qualité traitant du thème abordé ici, merci de compléter l'article en donnant les références utiles à sa vérifiabilité et en les liant à la section « Notes et références ».
La Grande Loge mixte de France  (GLMF) , est une obédience maçonnique française mixte issue d'une scission d'avec la Grande Loge mixte universelle. La GLMF est une fédération de loges, ayant chacune un statut d'association loi de 1901.

## Création
Créée en 1982 par deux cent cinquante maçons provenant de la GLMU, et avec le soutien du Grand Orient de France[réf. nécessaire]
La GLMF donne à ses loges la possibilité de travailler à des rites différents, répondant ainsi aux diverses sensibilités. La plupart des rites connus en France y ont été adoptés. En 2018, les ateliers de la Grande Loge mixte de France pratiquent :
- le Rite français sous ses différentes formes, rite administratif de l'obédience ;
- le Rite écossais ancien et accepté  (R.E.A.A.) ;
- le Rite écossais rectifié (R.E.R.) ;
- le Rite de Memphis-Misraïm ;
- le Rite émulation ;
- le Rite source et lumière ;
- le Rite standard d'Écosse .

## Situation obédientielle
En 2018, elle compte près de 5 100 membres et 266 loges. C'est une des obédiences maçonniques actives au sein du groupe constitué sous le nom de « Maçonnerie française » depuis 2002.